# Kaval'skaja Slabada (metropolitana di Minsk)
La stazione Kaval'skaja Slabada (Кавальская Слабада; in russo Ковальская Слобода?, Koval'skaja Sloboda) è una stazione della metropolitana di Minsk, capolinea meridionale della linea Zielienalužskaja.